# Reprodukce (fotografie)

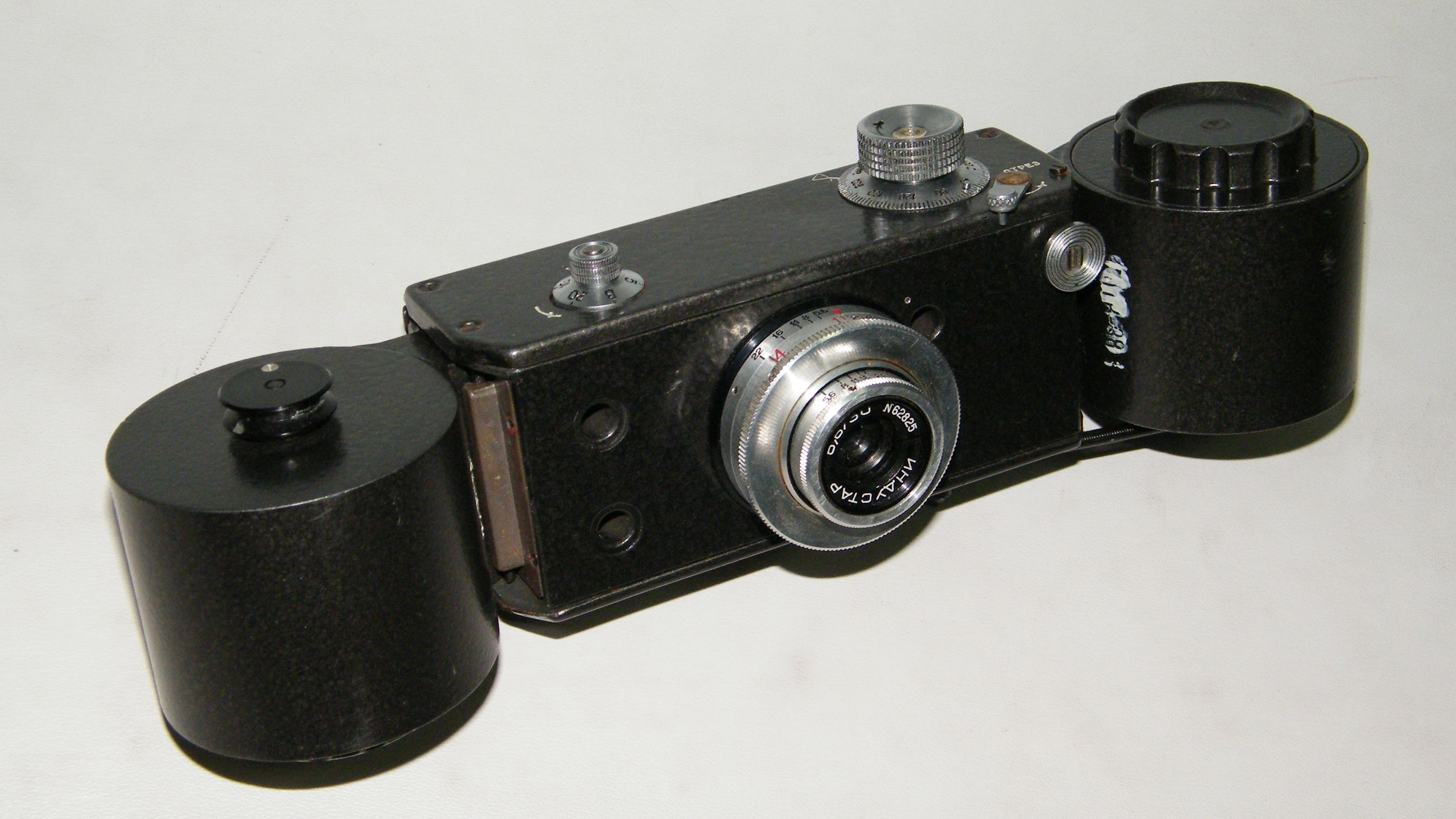
Fotoaparát Joločka (Ёлочка), reprodukční jednotka "C-64"

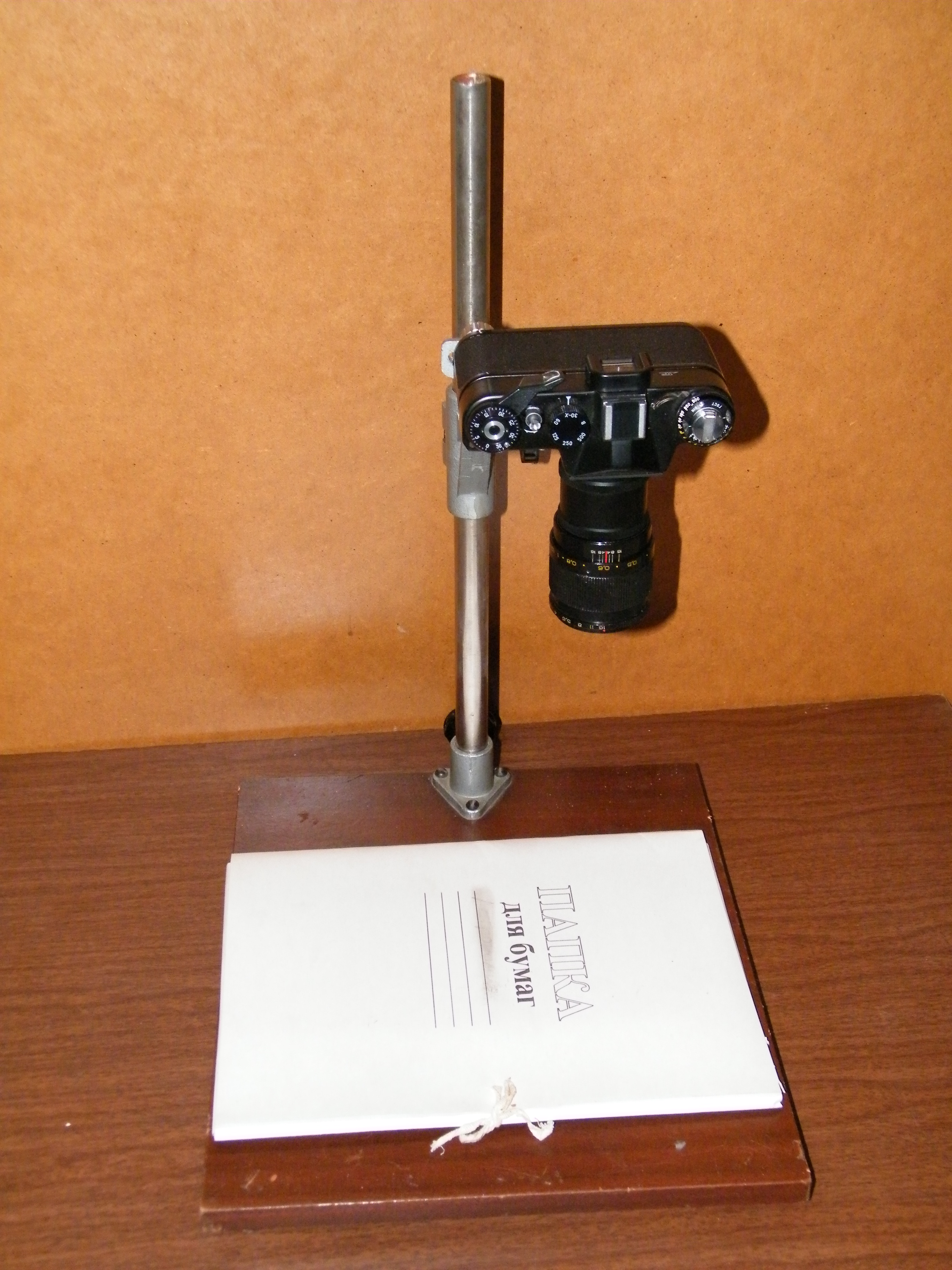
Amatérská reprodukční sada s fotoaparátem Zenit - EТ, objektiv Industar-61 L/Z připevněn mezikroužky

Fotografická reprodukce, fotoreprodukce je typ fotografie, kde je zapotřebí převést jistý materiální objekt na fotografické zobrazení. Hlavním cílem je zachování autentičnosti objektu, které přesně sdělí informace o něm a jeho vzhledu.

## Popis
Například při reprodukcích map je třeba použít zvláštní techniku osvětlení, aby byl obraz osvětlen rovnoměrně, aby se všechny barvy a odstíny reprodukovaly co nejpřesněji. V klasické barevné fotografii je nutné počítat s barevnou teplotou světla a správně zvolit charakteristiku filmu. V digitální fotografii je nutné správné nastavení vyvážení bílé. Je nutné rozumět fyzice, osvětlovací technice a exponometrii.

### Faksimile
Faksimile je velice přesné napodobení originálu – nejen vizuálního obsahu, ale všech vlastností reprodukovaného objektu, většinou starých tisků nebo rukopisů. Kopie bývá často od původního dokumentu těžko rozlišitelná. Na rozdíl od fotografické reprodukce se faksimile může v nepatrných detailech od originálu lišit, ovšem jeho autenticita je nesrovnatelně vyšší.

## Charakteristiky
- Základní[1]
  - Počet barev tisku (jedno-, dvou- a mnoho- barevný)
  - Použitá metoda tisku (ofset, hlubotisk, fotografický tisk a další)
- Volitelné
  - Materiál, na kterém je pořízen tisk (na křídovém papíře, raženém papíru, celofánu a podobně).